# Lang (Austria)
Lang è un comune austriaco di 1 281 abitanti nel distretto di Leibnitz, in Stiria.